# H2O (tijdschrift)
H2O is een Nederlands maandelijks verschijnend vakblad over watervoorziening en waterbeheer dat sinds 1968 wordt uigebracht.
Het tijdschrift is een uitgave van het Koninklijk Nederlands Waternetwerk en verschijnt maandelijks. De website van H2O en het gedrukte tijdschrift vullen elkaar aan. In het maandblad is ruimte voor bijdragen die voor de brede watersector interessant zijn, waaronder een selectie van de online gepubliceerde artikelen, bewerkt voor een breder publiek. Ook zijn er in het maandblad verwijzingen naar nieuwe publicaties op de website. Gekoppeld aan het tijdschrift is de wetenschappelijke bijlage Water Matters, dat tweemaal per jaar verschijnt.
De website publiceert de volledige vakartikelen die worden aangeboden vanuit de sector en bevat het archief van het maandblad.